# Dara (schip, 1948)
De Dara was een Brits passagiersschip van de rederij British India Steam Navigation Co. Ltd. uit Londen.

## De ramp
Op 23 maart 1961 vertrok de Dara voor zijn laatste reis doorheen de Perzische Golf onder leiding van kapitein Elson. Het schip deed Basra en Dubai aan. Wegens het slechte weer verliet het schip de haven op 7 april, uit veiligheidsoverwegingen, om de dag erna terug naar de haven van Dubai te gaan.
Op deze terugweg op 8 april was er een explosie op het schip en brak er brand uit. Door de explosie was ook hun radio uit. Een naburig schip de Empire Guillenot zag de brand en stuurde noodsignalen uit. Nog drie andere schepen kwamen te hulp. Deze konden 578 mensen redden waardoor het dodental op 241 kwam. Het schip zelf zonk uiteindelijk op 10 april.
Later, toen er op het wrak werd gedoken werd, werd duidelijk dat de explosie was veroorzaakt door een bom. Er werd nooit achterhaald wie deze plaatste.